# Warszawska Wytwórnia Wódek „Koneser“

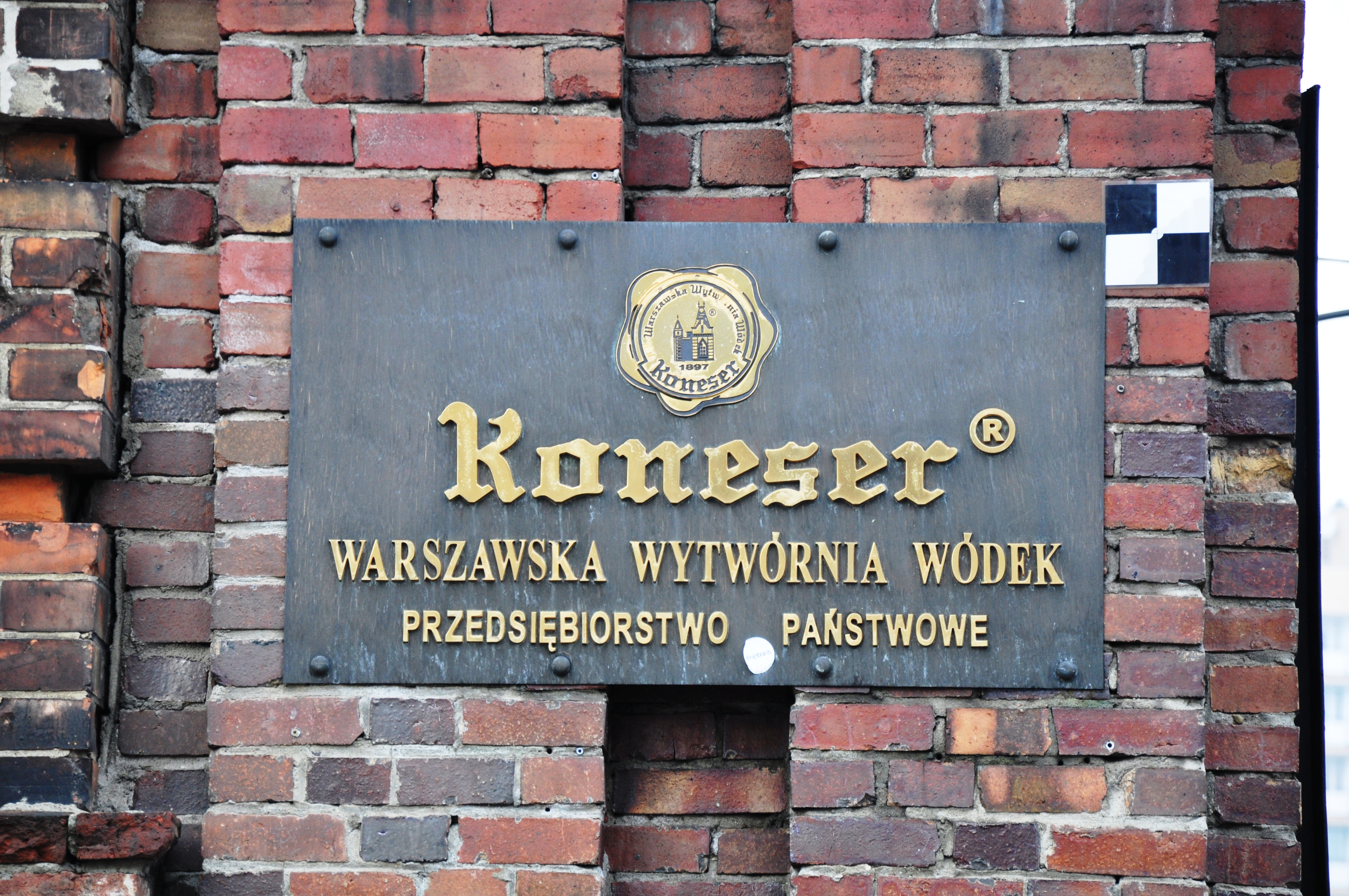
Tafel an der Warschauer Wodkafabrik „Koneser“

Die Warszawska Wytwórnia Wódek „Koneser“ (Wodkafabrik „Koneser“) in Warschau befand sich im östlich der Weichsel gelegenen Stadtteil Praga-Północ in der ul. Ząbkowska. Die neogotische Fabrikanlage entstand am Ende des 19. Jahrhunderts und beherbergte einen der größten Wodkaproduzenten Polens. Heute sind Teile der denkmalgeschützten Anlage in einen grundlegend neugestalteten Wohn-, Einkaufs- und Bürokomplex, das Centrum Praskie Koneser, integriert.

## Geschichte
Im Jahr 1867 wurde mit der Errichtung einer Wodkafabrik begonnen, die einen seit dem Ende des 18. Jahrhunderts an dieser Stelle bestehenden Hüttenbasar ersetzte. Letzte Baumaßnahmen waren 1897 abgeschlossen. Zur Jahrhundertwende wurde die umgebende Ortschaft Szmulowizna ein Stadtteil von Warschau. Die Fabrik Rektyfikacja Warszawska na Pradze (auf Deutsch: Warschauer Rektifikation in Praga) gehörte der polnisch-russischen Warszawskiego Towarzystwa Oczyszczania i Sprzedaży Spirytusu (auf Deutsch: Warschauer Gesellschaft für Reinigung und Verkauf von Spirituosen), die bereits in Powiśle eine Brennerei betrieb, einer Kooperation zwischen der Rektyfikacja Warszawska und des zaristisch-russischen Staatsschatzes.
Die Anlage, die sich über rund 50.000 Quadratmeter zwischen den Straßen Ząbkowska, Markowska, Białostocka und Nieporęcka erstreckte, war eine der größten Brennereien im damaligen Russischen Reich. Ihre Gründer hatten sich gegenüber den zulassenden Behörden verpflichtet, eine Million Eimer Branntwein pro Jahr herzustellen. Ihren größten Ausstoß erreichte die Fabrik zwischen den Kriegen. In dem nach dem Ersten Weltkrieg als Państwowy Monopol Spirytusowy – Rektyfikacja Spirytusu i Wytwórnia Wódek umbenannten Werk arbeiteten rund 400 Menschen. Neben den international bekannten Marken „Wyborowa“ (seit 1927) und „Luksusowa“ (seit 1928) wurden Wodkas der Marken „Żubrówka“, „Żytniówka“, „Wystawowa“, „Przepalanka“, „Chlebowa“, „Świtezianka“, „Redlówka“, „Siwucha“ und „Starka“ produziert.
Im Werk wurde eine der ersten Warschauer Trinkwasser-Brunnen gebohrt, der in 260 Metern Tiefe Wasser aus dem Oligozän erreicht. Nachdem die sich zurückziehenden russischen Truppen im Jahr 1915 die Most Kierbedzia mitsamt den dort verlaufenden Wasserversorgungsrohren für Praga gesprengt hatten, wurden aus der Quelle nicht nur die Wodkaproduktion, sondern auch umliegende Wohngebiete versorgt. Auch heute noch kann die Quelle zur privaten Trinkwasserversorgung genutzt werden.
Im Jahr 1918 wurde in einem der Gebäude (an der Markowska-Straße) eine Münzen- und Medaillenproduktion eingerichtet. In den 1930er Jahren befanden sich in Kellerräumen der Fabrik die Tresore des Funduszu Obrony Narodowej (auf Deutsch: Nationaler Verteidigungsfonds). Ab 1938 firmierte das Werk als Polski Przemysł Wódczany Sp. Akc. Rektyfikacja Warszawska (auf Deutsch: Polnische Wodka-Industrie SA, Rektifikation Warschau). Während der deutschen Besatzungszeit firmierte das Werk als Trinkbranntwein- und Branntweinreinigungswerk Warschau. Seit 1947 gehörte es zur Polmos-Gruppe.

### Nach der Wende

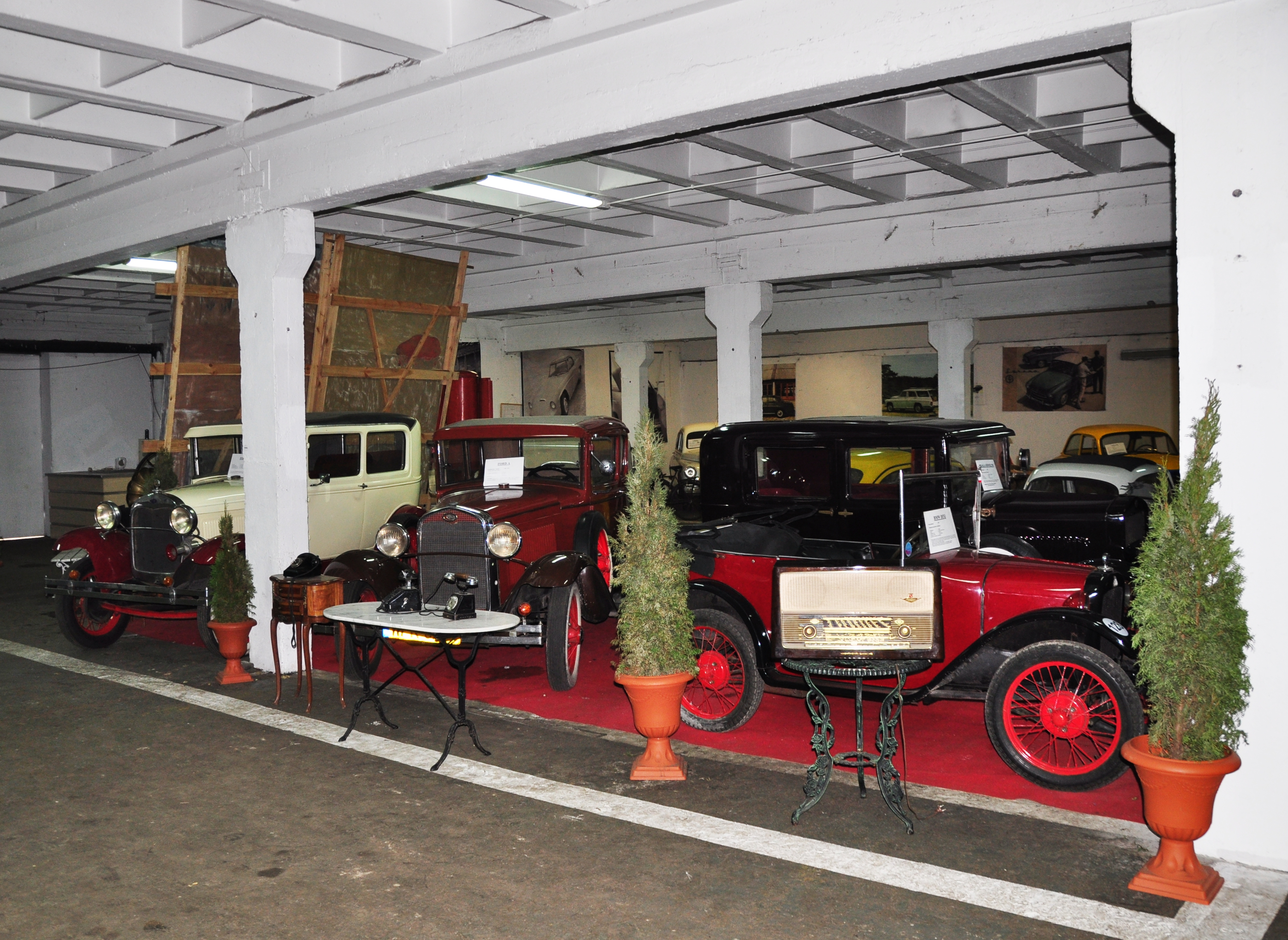
Exponate des Automuseums Otrębusy, hier zwei Ford Modelle A und ein BMW Dixi

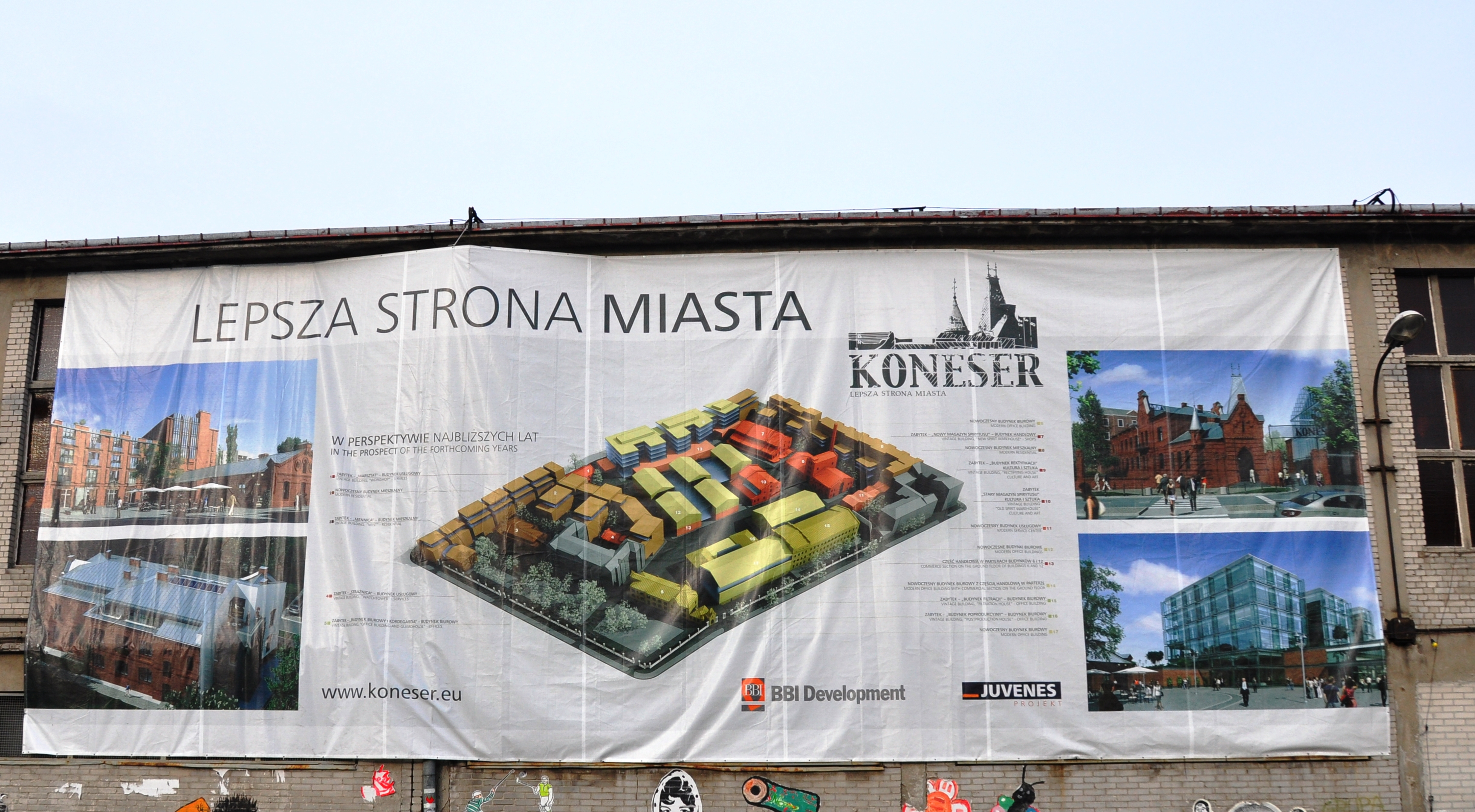
Informationsbanner zum Neubauprojekt

Nachdem in den 2000er Jahren das Werk zunehmend unrentabler wurde, begann man, leerstehende Flächen für kulturelle Veranstaltungen zu nutzen. Galerien und Theater siedelten sich hier an. Im Jahr 2009 wurde die Alkoholproduktion eingestellt. In den ehemaligen Fabrikanlagen zog das Theater „Wytwórnia“ (in dem auch Ausstellungen und Video-Art präsentiert wurden) sowie die Galerien „Luksfera“ (künstlerische Fotografie), „Galeria Klimy Bocheńskiej“ (moderne Kunst) und „Magazyn Praga“ (Designer Concept Store) ein. Auch ein umfangreiches Antiquariat siedelte sich an, in dem auch Messen für antiquarische Bücher veranstaltet wurden.
Bis zur Fertigstellung des neuen Museumssitzes an der Ulica Targowa befinden sich auch Büros und Ausstellungsfläche des Museums Warschau-Praga in Räumen der Fabrik. In zwei Hallen befanden sich Exponate des Motor- und Technikmuseums Otrębusy. Hier wurden Personen- und Lastkraftwagen sowie Unterhaltungselektronik ausgestellt. Die Werksanlagen wurden häufig zu Festen und Musikfestivals genutzt.

### Sanierung und Neunutzung
Im Rahmen einer Teilsanierung und Umnutzung der Gesamtanlage wurde in den 2010er Jahren von den Immobilienunternehmen BBI Development und Juvenes Projekt ein gemeinsames Projektkonzept entwickelt. Die Pläne sahen einen Erhalt und Ausbau der vorhandenen Gebäudesubstanz neben der Errichtung zusätzlicher Wohn- und Bürogebäude vor und wurden bis zum Jahr 2018 umgesetzt. Im ehemaligen Rektifikationsgebäude entstand das Museum des Polnischen Wodkas.

## „Koneser“ heute
Die Zukunft des Unternehmens „Koneser“ ist unklar. Das überschuldete und sich in Insolvenz befindliche Unternehmen produziert heute an anderer Stelle, beschäftigt noch rund 100 Personen und betreibt eine Kette von 20 Spirituosen-Verkaufsstellen in der Woiwodschaft Masowien.

## Architektur
Die Fabrikanlage ist ein Beispiel mitteleuropäischer Industriearchitektur zum Ende des 19. Jahrhunderts. Die Gebäude sind aus rotem Ziegelstein gemauert mit Anklängen an gotischen/mittelalterlichen Gestaltungsstrukturen. Der Eingang wird von einem schlossähnlichen Gebäude flankiert.

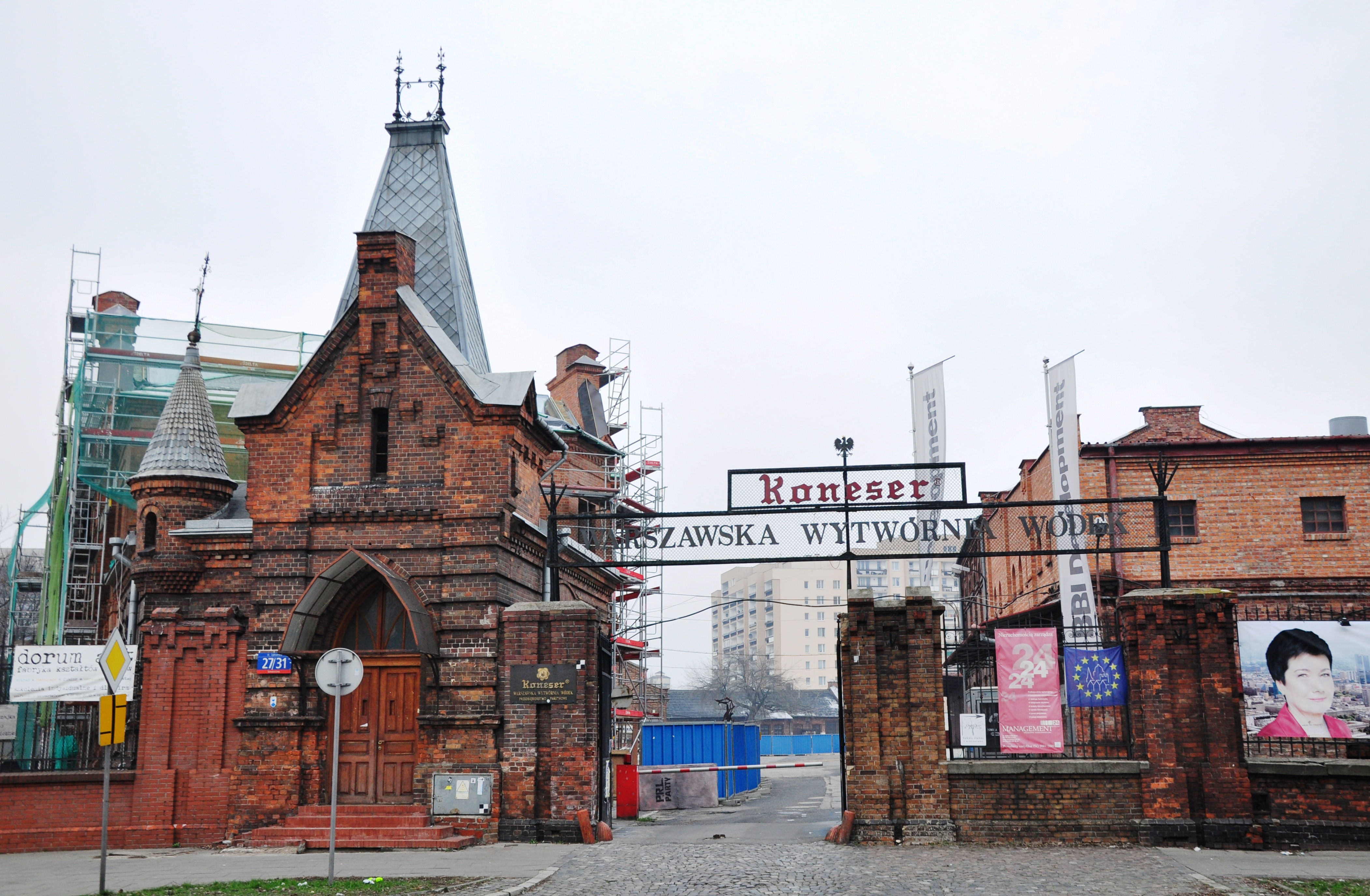
Einfahrt zum Werksgelände
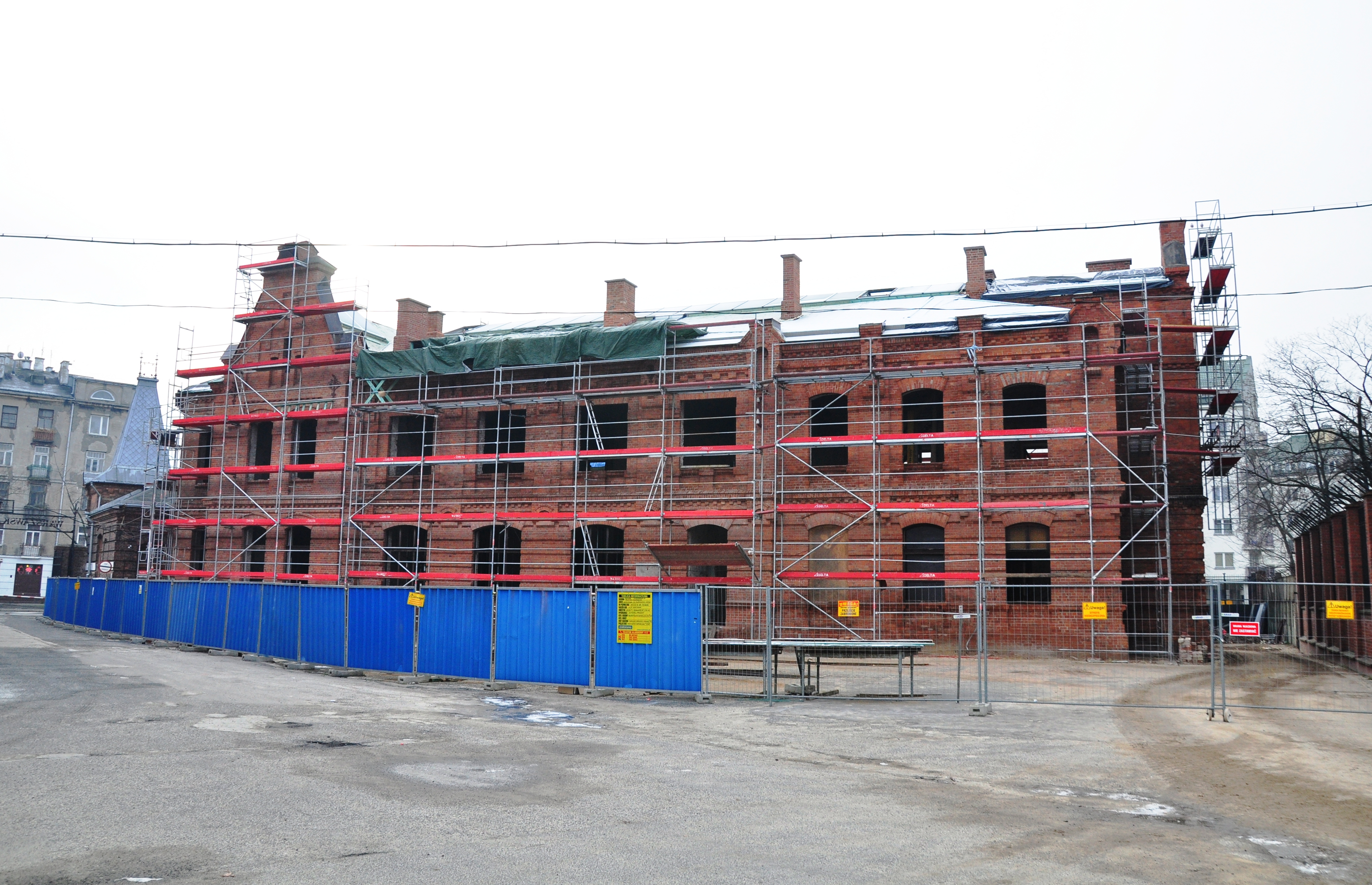
Sanierungsarbeiten am verlängerten Torgebäude
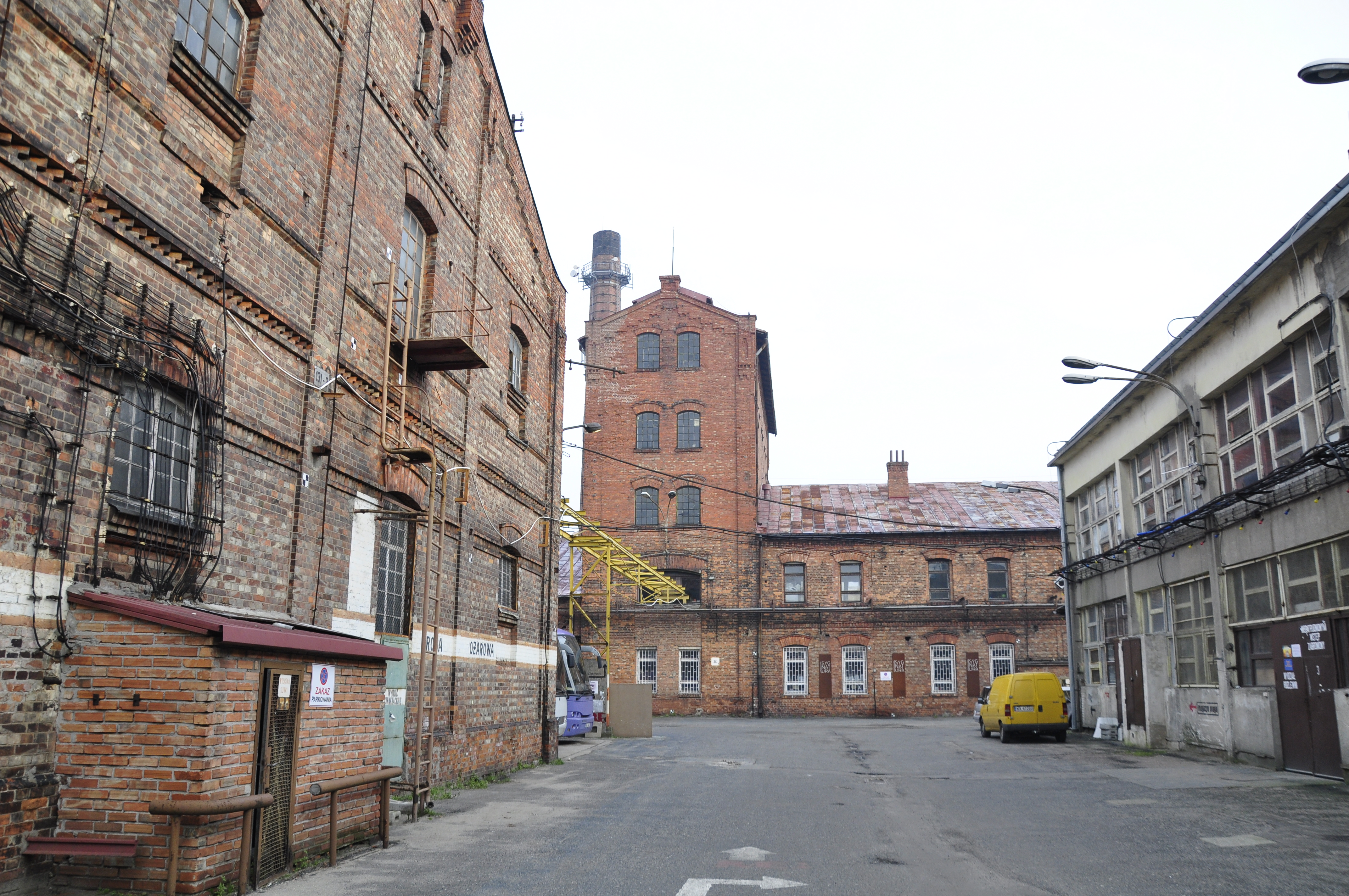
Blick auf das alte Rektifikationsgebäude
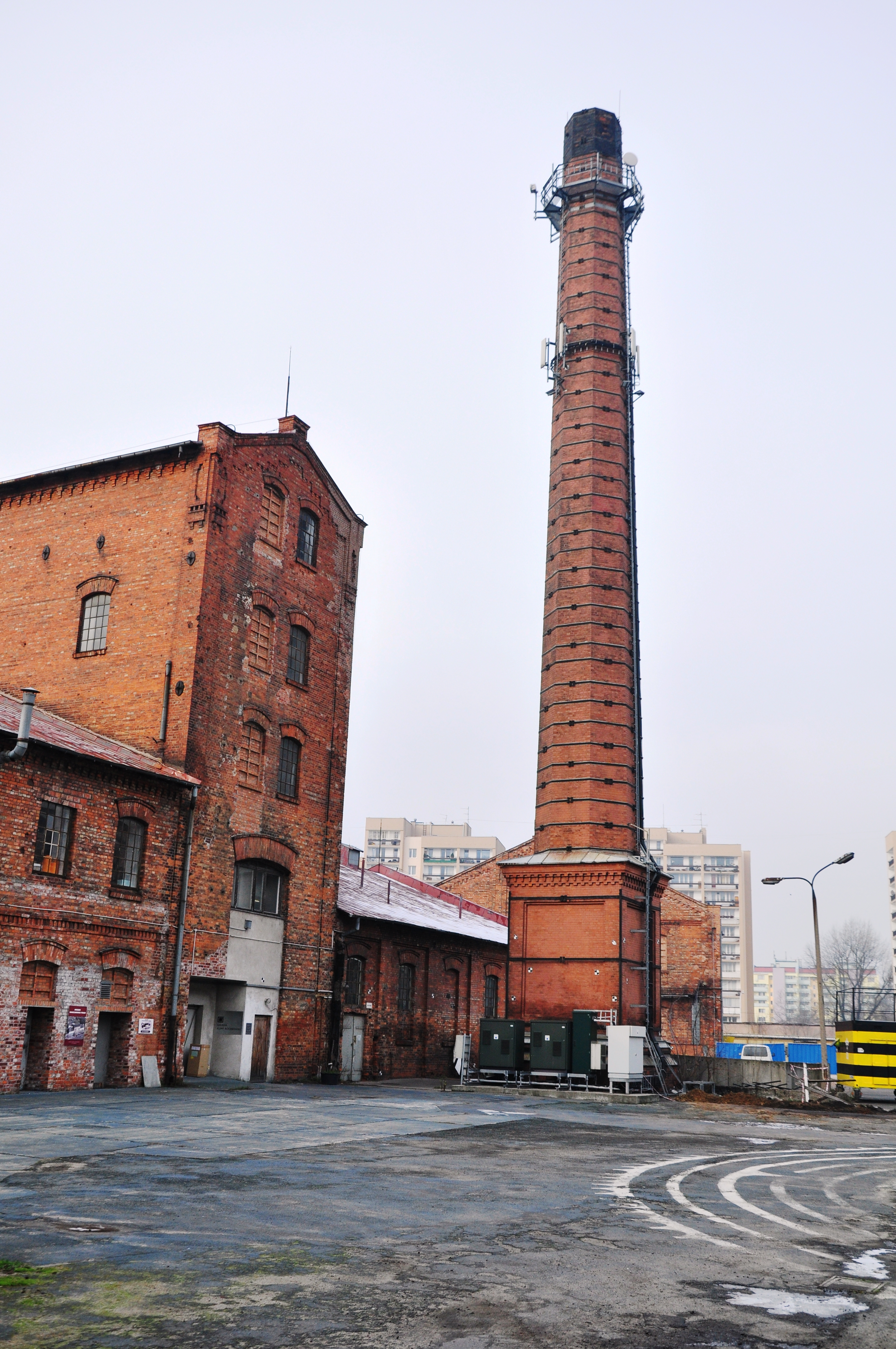
Heute als GSM-Sendemast genutzt